# 1-nitropropano
L'1-nitropropano (1-NP) è un solvente. È un liquido incolore, un isomero del 2-nitropropano (2-NP) e classificato come nitrocomposto.

## Preparazione
L'1-nitropropano è prodotto industrialmente dalla reazione di propano e acido nitrico. Questa reazione forma quattro nitroalcani: nitrometano, nitroetano, 1-nitropropano e 2-nitropropano. L'1-nitropropano è anche un sottoprodotto del processo di produzione del 2-nitropropano, che viene prodotto dalla nitrazione in fase vapore del propano.

## Usi
La maggior parte dell'1-nitropropano viene utilizzata come materiale di partenza per altri composti. Gli altri usi sono vernici a base solvente, inchiostri e adesivi a base solvente e come solvente per reazioni chimiche.

## Sicurezza
L'1-nitropropano è tossico per l'uomo e può causare danni ai reni e al fegato. I vapori sono irritanti per i polmoni e gli occhi e il tasso massimo di esposizione è di 25 ppm. Non è noto che sia cancerogeno.

## Reazioni
L'1-nitropropano si decompone sotto l'influenza del calore in gas tossici. Reagisce anche violentemente con agenti ossidanti e basi forti.